# Найкращі бомбардири чемпіонату Франції з футболу
Статистичний огляд досягнень найкращих бомбардирів чемпіонату Франції за всю історію його існування.

## Рекорди
- Деліо Онніс забив найбільше голів у чемпіонаті (299).
- Йосип Скоблар у чемпіонаті 1970/71 забив найбільше голів за турнір (44).
- Андре Абегглен (1935/36, «Сошо» — «Валанс'єн») та Жан Ніколя (1937/38, «Руан» — «Валанс'єн») забивали у одному матчі по сім голів.
- Кіліан Мбаппе шість разів здобував титул найкращого бомбардира чемпіонату, Карлос Б'янкі, Деліо Онніс і Жан-П'єр Папен по п'ять разів.
- Йосип Скоблар має найкращу середню результативність — 86,8 %.

## Сумарні показники
| №  | Футболіст | Футболіст          | Роки виступу | Голи | Матчі | Клуби |
| -- | --------- | ------------------ | ------------ | ---- | ----- | --- |
| 1  | Аргентина | Деліо Онніс        | 1971-1986    | 299  | 449   | «Монако» (157), «Тур» (64), «Стад» (Реймс) (39), «Тулон» (39)                                                                           |
| 2  | Франція   | Бернар Лякомб      | 1969-1987    | 255  | 497   | «Олімпік» (Ліон) (123), «Бордо» (118), «Сент-Етьєн» (14)                                                                                |
| 3  | Франція   | Ерве Ревеллі       | 1965-1978    | 215  | 389   | «Сент-Етьєн» (174), «Ніцца» (41) |
| 4  | Франція   | Роже Куртуа        | 1933-1956    | 210  | 293   | «Сошо» (209), «Труа» (1) |
| 5  | Франція   | Тадеуш Сізовські   | 1947-1961    | 206  | 286   | «Расинг» (Париж) (152), «Мец» (45), «Валанс'єн» (9)                                                                                     |
| 6  | Франція   | Роже П'янтоні      | 1950-1966    | 203  | 394   | «Стад» (Реймс) (106), ФК «Нансі» (91), «Ніцца» (6)                                                                                      |
| 7  | Франція   | Кіліан Мбаппе      | 2015-2024    | 191  | 246   | «Монако» (16), «Парі Сен-Жермен» (175)                                                                                                  |
| 8  | Франція   | Джозеф Уйлакі      | 1947-1964    | 190  | 438   | «Расинг» (Париж) (75), «Ніцца» (59), «Олімпік» (Нім) (38), «Сет» (15), «Стад Франсе» (3)                                                |
| 9  | Франція   | Флері Ді Налло     | 1960-1975    | 187  | 425   | «Олімпік» (Ліон) (182), «Ред Стар» (5)                                                                                                  |
| 10 | Аргентина | Карлос Б'янкі      | 1973-1980    | 179  | 220   | «Стад» (Реймс) (107), «Парі Сен-Жермен» (64), «Расинг» (Страсбур) (8)                                                                   |
| 11 | Швеція    | Гуннар Андерссон   | 1950-1960    | 179  | 234   | «Олімпік» (Марсель) (169), «Бордо» (10)                                                                                                 |
| 12 | Марокко   | Хасан Акесбі       | 1955-1964    | 173  | 293   | «Олімпік» (Нім) (119), «Стад» (Реймс) (48), «Монако» (6)                                                                                |
| 13 | Франція   | Жан Баратт         | 1945-1955    | 169  | 278   | «Лілль» (167), «Рубе-Туркуен» (2) |
| 14 | Франція   | Жюст Фонтен        | 1953-1962    | 164  | 200   | «Стад» (Реймс) (122), «Ніцца» (42) |
| 15 | Франція   | Ален Жиресс        | 1970-1988    | 163  | 586   | «Бордо» (158), «Олімпік» (Марсель) (5)                                                                                                  |
| 16 | Франція   | Александр Ляказетт | 2010-        | 161  | 297   | «Олімпік» (Ліон) (297) |
| 17 | Франція   | Віссам Бен Єддер   | 2010-2024    | 161  | 320   | «Тулуза» (63), «Монако» (98) |
| 18 | Франція   | Андре Гі           | 1961-1971    | 159  | 271   | «Олімпік» (Ліон) (64), «Сент-Етьєн» (45), «Лілль» (42), «Стад» (Ренн) (5), «Сошо» (3)                                                   |
| 19 | Франція   | Дезіре Кораньї     | 1935-1950    | 157  | 237   | «Сет» (157) |
| 20 | Франція   | Жан-П'єр Папен     | 1986-1998    | 156  | 270   | «Олімпік» (Марсель) (134), «Бордо» (22)                                                                                                 |
| 21 | Франція   | Жак Верньє         | 1968-1982    | 153  | 328   | «Олімпік» (Нім) (72), «Бастія» (20), «Лаваль» (19), «Расинг» (Страсбур) (12), «Стад» (Реймс) (11), «Ред Стар» (Париж) (11), «Бордо» (8) |
| 22 | Югославія | Йосип Скоблар      | 1966-1975    | 151  | 174   | «Олімпік» (Марсель) (151) |
| 23 | Франція   | Люсьєн Коссу       | 1956-1968    | 149  | 285   | «Монако» (97), «Олімпік» (Ліон) (35), «Екс-ан-Прованс» (17)                                                                             |
| 24 | Франція   | Домінік Рошто      | 1972-1989    | 145  | 417   | «Сент-Етьєн» (51/153), «Парі Сен-Жермен» (83/204), «Тулуза» (11/60)                                                                     |
| 25 | Алжир     | Рашид Меклуфі      | 1954-1970    | 143  | 325   | «Сент-Етьєн» (23/274), «Бастія» (20/67)                                                                                                 |

## Найбільша кількість титулів
| №   | Футболіст  | Футболіст        | Кіл. | Сезони                             |
| --- | ---------- | ---------------- | ---- | ---------------------------------- |
| 1   | Франція    | Кіліан Мбаппе    | 6    | 2019, 2020, 2021, 2022, 2023, 2024 |
| 2-4 | Аргентина  | Карлос Б'янкі    | 5    | 1974, 1976, 1977, 1978, 1979       |
| 2-4 | Аргентина  | Деліо Онніс      | 5    | 1975, 1980, 1981, 1982, 1984       |
| 2-4 | Франція    | Жан-П'єр Папен   | 5    | 1988, 1989, 1990, 1991, 1992       |
| 5-8 | Франція    | Тадеуш Сізовські | 3    | 1956, 1957, 1959                   |
| 5-8 | Югославія  | Йосип Скоблар    | 3    | 1971, 1972, 1973                   |
| 5-8 | Бразилія   | Сонні Андерсон   | 3    | 1996, 2000, 2001                   |
| 5-8 | Португалія | Педру Паулета    | 3    | 2002, 2006, 2007                   |

## Середня результативність
Враховані показники гравців, які забили у чемпіонаті понад сто голів.
| №  | Футболіст | Футболіст        | Сер. рез. | Голи | Матчі |
| -- | --------- | ---------------- | --------- | ---- | ----- |
| 1  | Югославія | Йосип Скоблар    | 86,8 %    | 151  | 174   |
| 2  | Німеччина | Оскар Рор        | 86,7 %    | 118  | 136   |
| 3  | Франція   | Жюст Фонтен      | 82,0 %    | 164  | 200   |
| 4  | Аргентина | Карлос Б'янкі    | 81,4 %    | 179  | 220   |
| 5  | Малі      | Саліф Кейта      | 80,8 %    | 135  | 167   |
| 6  | Швеція    | Гуннар Андерссон | 76,5 %    | 179  | 234   |
| 7  | Франція   | Тадеуш Сізовські | 72,0 %    | 206  | 286   |
| 8  | Франція   | Роже Куртуа      | 71,7 %    | 210  | 293   |
| 9  | Аргентина | Деліо Онніс      | 66,5 %    | 299  | 449   |
| 10 | Франція   | Дезіре Кораньї   | 66,2 %    | 157  | 237   |

## Найвлучніші за чемпіонат
| №   | Футболіст | Футболіст          | Голи | Сезон | Клуб                |
| --- | --------- | ------------------ | ---- | ----- | ------------------- |
| 1   | Югославія | Йосип Скоблар      | 44   | 1971  | «Олімпік» (Марсель) |
| 2   | Малі      | Саліф Кейта        | 42   | 1971  | «Сент-Етьєн»        |
| 3   | Швеція    | Златан Ібрагімович | 38   | 2016  | «Парі Сен-Жермен»   |
| 4   | Аргентина | Карлос Б'янкі      | 37   | 1978  | «Парі Сен-Жермен»   |
| 5   | Франція   | Філіп Гонде        | 36   | 1966  | «Нант»              |
| 6-7 | Швеція    | Гуннар Андерссон   | 35   | 1953  | «Олімпік» (Марсель) |
| 5-6 | Франція   | Серж Маснагетті    | 35   | 1963  | «Валанс'єн»         |

## За сезонами
| Сезон | Футболіст         | Футболіст                      | Голи | Клуб                       |
| ----- | ----------------- | ------------------------------ | ---- | -------------------------- |
| 1933  | Франція           | Робер Мерсьє                   | 15   | «Клуб Франсе»              |
| 1933  | Німеччина         | Вальтер Кайзер                 | 15   | «Стад» (Ренн)              |
| 1934  | Угорщина          | Іштван Лукач                   | 28   | «Сет»                      |
| 1935  | Швейцарія         | Андре Абегглен                 | 30   | «Сошо»                     |
| 1936  | Франція           | Роже Куртуа                    | 34   | «Сошо»                     |
| 1937  | Німеччина         | Оскар Рор                      | 30   | «Расинг» (Страсбур)        |
| 1938  | Франція           | Жан Ніколя                     | 26   | «Руан»                     |
| 1939  | Франція           | Роже Куртуа                    | 27   | «Сошо»                     |
| 1939  | Франція           | Дезіре Кораньї                 | 27   | «Сет»                      |
| 1946  | Франція           | Рене Бієль                     | 28   | «Лілль»                    |
| 1947  | Франція           | П'єр Сінібальді                | 33   | «Стад» (Реймс)             |
| 1948  | Франція           | Жан Баратт                     | 31   | «Лілль»                    |
| 1949  | Франція           | Жан Баратт                     | 26   | «Лілль»                    |
| 1949  | Чехословаччина    | Йозеф Гумпаль                  | 26   | «Сошо»                     |
| 1950  | Франція           | Жан Грюмельон                  | 24   | «Стад» (Ренн)              |
| 1951  | Франція           | Роже П'янтоні                  | 28   | ФК «Нансі»                 |
| 1952  | Швеція            | Гуннар Андерссон               | 31   | «Олімпік» (Марсель)        |
| 1953  | Швеція            | Гуннар Андерссон               | 35   | «Олімпік» (Марсель)        |
| 1954  | Франція           | Едуард Каргю                   | 27   | «Бордо»                    |
| 1955  | Франція           | Рене Бліар                     | 30   | «Стад» (Реймс)             |
| 1956  | Франція           | Тадеуш Сізовські               | 31   | «Расинг» (Париж)           |
| 1957  | Франція           | Тадеуш Сізовські               | 33   | «Расинг» (Париж)           |
| 1958  | Франція           | Жюст Фонтен                    | 34   | «Стад» (Реймс)             |
| 1959  | Франція           | Тадеуш Сізовські               | 30   | «Расинг» (Париж)           |
| 1960  | Франція           | Жюст Фонтен                    | 28   | «Стад» (Реймс)             |
| 1961  | Франція           | Роже П'янтоні                  | 28   | «Стад» (Реймс)             |
| 1962  | Кот-д'Івуар       | Секу Туре                      | 25   | «Монпельє»                 |
| 1963  | Франція           | Серж Маснагетті                | 35   | «Валанс'єн»                |
| 1964  | Алжир             | Ахмед Уджані                   | 30   | «Ланс»                     |
| 1965  | Франція           | Жак Сімон                      | 24   | «Нант»                     |
| 1966  | Франція           | Філіп Гонде                    | 36   | «Нант»                     |
| 1967  | Франція           | Ерве Ревеллі                   | 31   | «Сент-Етьєн»               |
| 1968  | Франція           | Етьєн Сансонетті               | 26   | «Аяччо»                    |
| 1969  | Франція           | Андре Гі                       | 25   | «Олімпік» (Ліон)           |
| 1970  | Франція           | Ерве Ревеллі                   | 28   | «Сент-Етьєн»               |
| 1971  | Югославія         | Йосип Скоблар                  | 44   | «Олімпік» (Марсель)        |
| 1972  | Югославія         | Йосип Скоблар                  | 30   | «Олімпік» (Марсель)        |
| 1973  | Югославія         | Йосип Скоблар                  | 26   | «Олімпік» (Марсель)        |
| 1974  | Аргентина         | Карлос Б'янкі                  | 30   | «Стад» (Реймс)             |
| 1975  | Аргентина         | Деліо Онніс                    | 30   | «Монако»                   |
| 1976  | Аргентина         | Карлос Б'янкі                  | 34   | «Стад» (Реймс)             |
| 1977  | Аргентина         | Карлос Б'янкі                  | 28   | «Стад» (Реймс)             |
| 1978  | Аргентина         | Карлос Б'янкі                  | 37   | «Парі Сен-Жермен»          |
| 1979  | Аргентина         | Карлос Б'янкі                  | 27   | «Парі Сен-Жермен»          |
| 1980  | Аргентина         | Деліо Онніс                    | 21   | «Монако»                   |
| 1980  | Німеччина         | Ервін Костедде                 | 21   | «Лаваль»                   |
| 1981  | Аргентина         | Деліо Онніс                    | 24   | «Тур»                      |
| 1982  | Аргентина         | Деліо Онніс                    | 29   | «Тур»                      |
| 1983  | Югославія         | Вахід Халілходжич              | 27   | «Нант»                     |
| 1984  | Аргентина         | Деліо Онніс                    | 21   | «Тулон»                    |
| 1984  | Франція           | Патріс Гаранд                  | 21   | «Осер»                     |
| 1985  | Югославія         | Вахід Халілходжич              | 28   | «Нант»                     |
| 1986  | Сенегал           | Жуль Боканде                   | 23   | «Мец»                      |
| 1987  | Франція           | Бернар Зеньє                   | 23   | «Мец»                      |
| 1988  | Франція           | Жан-П'єр Папен                 | 19   | «Олімпік» (Марсель)        |
| 1989  | Франція           | Жан-П'єр Папен                 | 22   | «Олімпік» (Марсель)        |
| 1990  | Франція           | Жан-П'єр Папен                 | 30   | «Олімпік» (Марсель)        |
| 1991  | Франція           | Жан-П'єр Папен                 | 23   | «Олімпік» (Марсель)        |
| 1992  | Франція           | Жан-П'єр Папен                 | 27   | «Олімпік» (Марсель)        |
| 1993  | Хорватія          | Ален Бокшич                    | 22   | «Олімпік» (Марсель)        |
| 1994  | Франція           | Юрій Джоркаєфф                 | 20   | «Монако»                   |
| 1994  | Кот-д'Івуар       | Роже Болі                      | 20   | «Ланс»                     |
| 1994  | Франція           | Ніколя Уедек                   | 20   | «Нант»                     |
| 1995  | Франція           | Патріс Локо                    | 22   | «Нант»                     |
| 1996  | Бразилія          | Сонні Андерсон                 | 21   | «Монако»                   |
| 1997  | Франція           | Стефан Гіварш                  | 22   | «Стад» (Ренн)              |
| 1998  | Франція           | Стефан Гіварш                  | 21   | «Осер»                     |
| 1999  | Франція           | Сільвен Вільтор                | 22   | «Бордо»                    |
| 2000  | Бразилія          | Сонні Андерсон                 | 23   | «Олімпік» (Ліон)           |
| 2001  | Бразилія          | Сонні Андерсон                 | 22   | «Олімпік» (Ліон)           |
| 2002  | Франція           | Джибріль Сіссе                 | 22   | «Осер»                     |
| 2002  | Португалія        | Педру Паулета                  | 22   | «Бордо»                    |
| 2003  | ДР Конго          | Шабані Нонда                   | 26   | «Монако»                   |
| 2004  | Франція           | Джибріль Сіссе                 | 26   | «Осер»                     |
| 2005  | Швейцарія         | Александер Фрай                | 20   | «Стад» (Ренн)              |
| 2006  | Португалія        | Педру Паулета                  | 21   | «Парі Сен-Жермен»          |
| 2007  | Португалія        | Педру Паулета                  | 15   | «Парі Сен-Жермен»          |
| 2008  | Франція           | Карім Бензема                  | 20   | «Олімпік» (Ліон)           |
| 2009  | Франція           | Андре-П'єр Жиньяк              | 24   | «Тулуза»                   |
| 2010  | Сенегал           | Мамаду Ньянг                   | 18   | «Олімпік» (Марсель)        |
| 2011  | Сенегал           | Мусса Соу                      | 25   | «Лілль»                    |
| 2012  | Франція           | Олів'є Жіру                    | 21   | «Монпельє»                 |
| 2012  | Бразилія          | Нене                           | 21   | «Парі Сен-Жермен»          |
| 2013  | Швеція            | Златан Ібрагімович             | 30   | «Парі Сен-Жермен»          |
| 2014  | Швеція            | Златан Ібрагімович             | 26   | «Парі Сен-Жермен»          |
| 2015  | Франція           | Александр Ляказетт             | 27   | «Олімпік» (Ліон)           |
| 2016  | Швеція            | Златан Ібрагімович             | 38   | «Парі Сен-Жермен»          |
| 2017  | Аргентина         | Едінсон Кавані                 | 35   | «Парі Сен-Жермен»          |
| 2018  | Аргентина         | Едінсон Кавані                 | 28   | «Парі Сен-Жермен»          |
| 2019  | Франція           | Кіліан Мбаппе                  | 33   | «Парі Сен-Жермен»          |
| 2020  | Франція · Франція | Віссам Бен Єддер Кіліан Мбаппе | 18   | «Монако» «Парі Сен-Жермен» |
| 2021  | Франція           | Кіліан Мбаппе                  | 27   | «Парі Сен-Жермен»          |
| 2022  | Франція           | Кіліан Мбаппе                  | 28   | «Парі Сен-Жермен»          |
| 2023  | Франція           | Кіліан Мбаппе                  | 29   | «Парі Сен-Жермен»          |
| 2024  | Франція           | Кіліан Мбаппе                  | 27   | «Парі Сен-Жермен»          |
| 2025  | Франція           | Усман Дембеле                  | 21   | «Парі Сен-Жермен»          |